# Wiaczasłau Kuzniacou
Wiaczasłau Mikałajewicz Kuzniacou (biał. Вячаслаў Мікалаевіч Кузняцоў, ros. Вячеслав Николаевич Кузнецов, Wiaczesław Nikołajewicz Kuzniecow; ur. 21 lutego 1947) – białoruski polityk, w latach 1990–1995 deputowany do Rady Najwyższej Białoruskiej SRR / Rady Najwyższej Republiki Białorusi XII kadencji, w latach 1995–2000 ambasador Białorusi w Chińskiej Republice Ludowej i w Mongolii.

## Życiorys
Urodził się 21 lutego 1947 roku. Ukończył Miński Instytut Radiotechniczny i Mińską Wyższą Szkołę Partyjną. Pełnił funkcję przewodniczącego Sowieckiej Rejonowej Rady Deputowanych Ludowych miasta Mińska. W 1990 został deputowanym ludowym do Rady Najwyższej Białoruskiej SRR z Kolcowskiego Okręgu Wyborczego Nr 34 miasta Mińska. Od 24 marca 1992 roku pełnił w niej funkcję pierwszego zastępcy przewodniczącego, a w styczniu 1994 po rezygnacji Stanisłaua Szuszkiewicza pełnił obowiązki przewodniczącego. 27 lutego 1995 roku został mianowany przez prezydenta Nadzwyczajnym i Pełnomocnym Ambasadorem Republiki Białorusi w Chińskiej Republice Ludowej, w związku z czym 10 kwietnia 1995 roku jego mandat deputacki został wygaszony. 9 października 1998 roku został mianowany jednocześnie Ambasadorem Białorusi w Mongolii. Obie funkcje pełnił do 10 marca 2000 roku. Od  16 czerwca 2000 roku do 26 lutego 2008 roku był Stałym Pełnomocnym Przedstawicielem Republiki Białorusi przy Statutowych i Innych Organach Wspólnoty Niepodległych Państw.

## Odznaczenia
- Gramota Pochwalna Rady Ministrów Republiki Białorusi (21 lutego 1997) – za aktywną działalność na rzecz realizacji zewnętrznej politycznej strategii Republiki Białorusi, wzmacnianie autorytetu państwa na arenie międzynarodowej i w związku z 50-leciem dnia urodzenia[9];
- Gramota Pochwalna Rady Ministrów Republiki Białorusi (20 lutego 2007) – za wieloletnią owocną pracę w organach państwowych, znaczny wkład w rozwój i umocnienie efektywnego współdziałania Białorusi z krajami Wspólnoty Niepodległych Państw[10].